# 河北省 (越南)
河北省（越南语：／），是越南1962年至1996年间的省份，省莅在北江市社，今属北宁省和北江省。

## 地理
河北省北接北太省和谅山省，西接河内市，南接海兴省，东接广宁省。面积4614.95平方千米，1993年人口2260893人。

## 历史
1962年10月27日，北宁省和北江省合并为河北省，省莅北江市社。下辖北江市社、北宁市社2市社和嘉良县、洽和县、谅江县、陆南县、陆岸县、桂武县、山洞县、新安县、顺成县、仙游县、慈山县、越安县、安勇县、安丰县、安世县15县。
1963年3月13日，山洞县1社划归陆岸县管辖。
1963年4月14日，仙游县和慈山县合并为仙山县。
1963年10月30日，海宁省定立县1社划归河北省山洞县管辖
1980年8月1日，嘉良县1社划归顺成县管辖。
1985年5月3日，仙山县1社和桂武县1社划归北宁市社管辖，越安县1社和谅江县1社划归北江市社管辖。
1996年时，河北省下辖北江市社、北宁市社2市社和嘉良县、洽和县、谅江县、陆南县、陆岸县、桂武县、山洞县、新安县、顺成县、仙山县、越安县、安勇县、安丰县、安世县14县。
1996年11月6日，越南国会通过决议，撤销河北省，恢复北宁省和北江省。北宁省下辖北宁市社和嘉良县、桂武县、顺成县、仙山县、安丰县5县，省莅北宁市社；北江省下辖北江市社和洽和县、谅江县、陆南县、陆岸县、山洞县、新安县、越安县、安勇县、安世县9县，省莅北江市社。

## 行政区划
1996年，河北省下辖2市社14县。
- 北江市社
- 北宁市社
- 嘉良县
- 洽和县
- 谅江县
- 陆南县
- 陆岸县
- 桂武县
- 山洞县
- 新安县
- 顺成县
- 仙山县
- 越安县
- 安勇县
- 安丰县
- 安世县